# 김성오
김성오(金盛吳, 1977년 9월 15일~)는 대한민국의 배우이다. 2000년 극단 배우세상 단원으로 활동하다가 2009년 SBS 11기 공채 탤런트로 활동하였으며 이에 앞서 영화 《긴급조치 19호》 《청풍명월》 드라마 《슬픈 연가》등에 출연했다.

## 학력
- 재현고등학교
- 경복대학교

## 연기 활동

### 영화
- 2002년 《긴급조치 19호》 ... 비닐 하우스 군인 2 역
- 2003년 《청풍명월》 ... 부하 무관 3 역
- 2004년 《바람의 파이터》 ... 항공학교 교관 역
- 2005년 《잠복근무》 ... 붕어 역
- 2005년 《달콤한 인생》 ... 오무성 수하 역
- 2005년 《동상이몽》 ... 촬영 퍼스트 역
- 2006년 《사랑을 놓치다》 ... 성오 역
- 2008년 《대한이, 민국씨》 ... 험상궂은놈 역
- 2009년 《감자 심포니》 ... 짱구 역
- 2009년 《백야행 - 하얀 어둠 속을 걷다》 ... 40대 남 역
- 2009년 《킬미》 ... 어깨 1 역
- 2010년 《아저씨》 ... 종석 역(†)
- 2012년 《반창꼬》 ... 용수 역
- 2012년 《나의 PS 파트너》 ... 석운 역
- 2012년 《타워》 ... 인건 역
- 2013년 《깡철이》 ... 휘곤 역
- 2014년 《우는 남자》 ... 112 경찰 목소리 1 역 <목소리 특별출연>
- 2014년 《패션왕》 ... 김남정 역
- 2015년 《살인캠프》(2008년 제작) ... 교관 역
- 2015년 《열정같은소리하고있네》 ... 마 과장 역 <특별출연>
- 2016년 《널 기다리며》 ... 김기범 역
- 2017년 《불한당: 나쁜 놈들의 세상》 ... 정승필 역 <우정출연>
- 2018년 《성난 황소》 ... 기태 역 <본작의 메인 빌런이자 최종 보스> <일본어 더빙: 미카미 사토시>
- 2018년 《도어락》 ... 이 형사 역 <일본어 더빙: 미카미 사토시>
- 2020년 《해치지않아》 .. 김건욱 역
- 2020년 《죽지 않는 인간들의 밤》 ... 만길 역
- 2022년 《킹메이커》 .. 박 비서 역
- 2022년 《해적: 도깨비 깃발》 .. 강섭 역 <일본어 더빙: 미카미 사토시>
- 2022년 《니 부모 얼굴이 보고 싶다》 .. 모바일 수리점 사장 역
- 2023년 《길복순》 .. 신 상사 역(†)
- 2023년 천만영화 《서울의 봄》 .. 김창세(최세창) 역[2] <일본어 더빙: 미카미 사토시>
- 2025년 《히트맨 2》 .. 피에르 쟝 / 장철룡 역(†) <인간말종 1. 2편의 메인 빌런이자 최종 보스> <일본어 더빙: 미카미 사토시>
- 2026년 천만영화 《범죄도시5》 .. 서석오 역 <일본어 더빙: 미카미 사토시>

### 드라마
- 2005년 MBC 미니시리즈 《슬픈 연가》
- 2007년 MBC every1 《조선 과학수사대 별순검 시즌1》 ... 고삼영 역 [4회]
- 2007년 SBS 어린이드라마 《고스트 팡팡》 ... 성주신 제비 역
- 2008년 SBS 드라마스페셜 《온에어》 ... 매니저 김실장(김성오) 역
- 2009년 SBS 주말 특별기획 《찬란한 유산》 ... 선우환의 친구 역
- 2009년 SBS 드라마스페셜 《씨티홀》 ... 파파라치 역
- 2009년 SBS 아침드라마 《녹색마차》 ... 김경식 역
- 2009년 SBS 드라마스페셜 《크리스마스에 눈이 올까요?》 ... 성민 역
- 2009년 SBS 주말특별기획 《찬란한 유산》 ... 환이 친구 역 [7회]
- 2009년 SBS 월화드라마 《천사의 유혹》
- 2009년 SBS 연말특집극 《아버지의 집》 ... 스티브 역
- 2010년 SBS 일일드라마 《아내가 돌아왔다》[3] ... 김동철 역
- 2010년 SBS 수목드라마 《검사 프린세스》
- 2010년 SBS 대기획 《제중원》 ... 성균관 장의 역
- 2010년 SBS 대하드라마 《자이언트》 ... 차부철 역
- 2010년 SBS 미니시리즈 《닥터 챔프》
- 2010년 SBS Plus 토요드라마 《키스 앤 더 시티》
- 2010년 SBS 주말특별기획 《시크릿 가든》 ... 김성오(김비서) 역
- 2010년 SBS 미니시리즈 《아테나: 전쟁의 여신》
- 2011년 SBS 드라마스페셜 《싸인》 ... 이호진 역 <특별출연>
- 2011년 SBS 러브FM 《라디오 시크릿 가든》 ... 김성오 역
- 2011년 SBS 미니시리즈 《마이더스》 ... 김도철 역
- 2011년 KBS2 단막극 《KBS 드라마 스페셜-터미널》 ... 봉만수 역
- 2011년 KBS2 월화드라마 《스파이 명월》 ... 강우를 쫓는 형사 역 <특별출연>
- 2011년 KBS2 수목드라마 《영광의 재인》 ... 주대성 역
- 2012년 SBS 월화드라마 《샐러리맨 초한지》 ... 박문수 역 [20회 ~ 22회] <특별출연>
- 2012년 SBS 드라마스페셜 《유령》 ... 신효정 팬 역 <특별출연>
- 2012년 SBS 주말 특별기획 드라마 《신사의 품격》 ... 김 일병 역 <특별출연>
- 2013년 MBC 수목드라마 《남자가 사랑할 때》 ... 이창희 역 <일본어 더빙: 미카미 사토시>
- 2014년 KBS2 수목드라마 《감격시대: 투신의 탄생》 ... 정재화 역
- 2014년 MBC 월화드라마 《야경꾼 일지》 ... 사담 역(†) <일본어 더빙: 미카미 사토시>
- 2015년 MBC 수목드라마 《맨도롱 또똣》 ... 황욱 역 <일본어 더빙: 미카미 사토시>
- 2015년 MBC 수목드라마 《그녀는 예뻤다》 ... 쌍코피男 역 <특별출연>
- 2016년 SBS 월화드라마 《대박》 ... 황해도 개작두 역 [10회 ~ 15회] <특별출연>
- 2016년 KBS2 월화드라마 《백희가 돌아왔다》 ... 우범룡 역
- 2016년 OCN 금토드라마 《38사기동대》 ... 대포업자 역 [2회] <특별출연>
- 2017년 KBS2 월화드라마 《쌈 마이웨이》 ... 황장호 역
- 2017년 tvN 토일드라마 《화유기》 ... 이한주 역
- 2020년 JTBC 토일드라마 《우아한 친구들》 ... 조형우 역
- 2021년 tvN 월화드라마 《루카：더 비기닝》 ... 이손 역
- 2022년 Netflix 오리지널 드라마 《종이의 집: 공동경제구역》 ... 차무혁 역
- 2022년 Netflix 오리지널 드라마 《모범가족》 ... 최강준 역
- 2022년 ENA 수목드라마 《사장님을 잠금해제》 ... 마피 역
- 2023년 ENA, 지니 TV 월화드라마 《마당이 있는 집》 ... 박재호 역
- 2025년 Disney+ 《파인: 촌뜨기들》 ... 임전출 역 <일본어 더빙: 미카미 사토시>
- 2025년 tvN 월화드라마 《신사장 프로젝트》 … 최철 역

## 연기 외 활동

### 예능
- 《빌려드립니다 바퀴 달린 집》 (2021년, tvN)
- 《전지적 참견 시점》 (2021년, MBC)

### 뮤직 비디오
- 2003년 바이브 - 〈오래오래〉
- 2005년 박상민 - 〈눈물잔〉, 〈그대만큼만〉
- 2011년 포맨 - 〈살다가 한번쯤〉, 〈사랑해〉

## 수상 및 후보
| 연도 | 시상식                       | 부문                      | 제목            | 결과 |
| ---- | ---------------------------- | ------------------------- | --------------- | ---- |
| 2010 | SBS 연기대상                 | 특별기획 부문 남자 조연상 | 시크릿 가든     | 후보 |
| 2011 | 제47회 백상예술대상          | TV부문 남자신인연기상     | 시크릿 가든     | 후보 |
| 2015 | MBC 연기대상                 | 미니시리즈 베스트 조연상  | 맨도롱 또똣     | 후보 |
| 2016 | 제 24회 대한민국문화연예대상 | 영화부문 남자 우수연기상  | 널 기다리며     | 수상 |
| 2016 | KBS 연기대상                 | 남자 연작ㆍ단막극상       | 백희가 돌아왔다 | 수상 |
| 2017 | KBS 연기대상                 | 남자 조연상               | 쌈 마이웨이     | 수상 |